# Jochen Stöckle
Jochen Stöckle (* 18. Januar 1972 in Heidenheim an der Brenz) ist ein deutscher Journalist, Hörfunkmoderator und Schauspieler.

## Leben
Nach seinem Abitur am Werkgymnasium Heidenheim leistete er Zivildienst und studierte anschließend Germanistik und Anglistik an der Universität Stuttgart. Ab Mitte der 1990er Jahre arbeitete er zunächst als freier Mitarbeiter für mehrere private Radiosender, unter anderem für Antenne 1 und Stadtradio 107,7 in Stuttgart. 1998 wechselte er zum Südwestrundfunk. Gemeinsam mit Michael Reufsteck moderierte er sechs Jahre lang die SWR3-Morningshow. Ab 2006 zeichnete er als Regisseur und Moderator für das erste abendfüllende Programm der SWR3 – Live Lyrix verantwortlich.
2007 wechselte er zu SWR1 Baden-Württemberg, wo er seitdem verschiedene Sendungen moderiert. Seit 2013 ist er fest im Team der SWR1 Hitparaden-Moderatoren, zunächst in einem Team mit Stefanie Anhalt, seit 2021 mit Annett Lorisz. Seit März 2020 moderiert er regelmäßig dienstags zwischen 20 und 24 Uhr den SWR1 Musik-Klub Deutschland mit Musik aus dem deutschsprachigen Raum.
Jochen Stöckle ist zudem Moderator der Bühnenshow SWR1 Pop & Poesie in Concert. Neben seiner Tätigkeit beim SWR arbeitet er als freier Moderator, Sprecher und Buchautor.

## Familie
Jochen Stöckle ist verheiratet. Er hat zwei Kinder, einen Sohn und eine Tochter. Er lebt mit seiner Familie in Stuttgart.

## Veröffentlichungen
- Michael Reufsteck, Jochen Stöckle: Die kleine House-Apotheke, Egmont Vgs, Köln 2008, ISBN 978-3-8025-1754-9
- Michael Reufsteck, Jochen Stöckle: Die kleine House-Apotheke II, Egmont Vgs, Köln 2009, ISBN 978-3-8025-3675-5